# Coulombs-en-Valois
Coulombs-en-Valois és un municipi francès, situat al departament de Sena i Marne i a la regió d'Illa de França. L'any 2007 tenia 583 habitants.
Forma part del cantó de La Ferté-sous-Jouarre, del districte de Meaux i de la Comunitat de comunes del Pays de l'Ourcq.

## Demografia

### Població
El 2007 la població de fet de Coulombs-en-Valois era de 583 persones. Hi havia 216 famílies, de les quals 44 eren unipersonals (24 homes vivint sols i 20 dones vivint soles), 68 parelles sense fills, 76 parelles amb fills i 28 famílies monoparentals amb fills.
La població ha evolucionat segons el següent gràfic:
Habitants censats

### Habitatges
El 2007 hi havia 252 habitatges, 213 eren l'habitatge principal de la família, 23 eren segones residències i 16 estaven desocupats. 242 eren cases i 5 eren apartaments. Dels 213 habitatges principals, 170 estaven ocupats pels seus propietaris, 35 estaven llogats i ocupats pels llogaters i 8 estaven cedits a títol gratuït; 4 tenien una cambra, 8 en tenien dues, 23 en tenien tres, 54 en tenien quatre i 124 en tenien cinc o més. 167 habitatges disposaven pel capbaix d'una plaça de pàrquing. A 101 habitatges hi havia un automòbil i a 89 n'hi havia dos o més.

### Piràmide de població
La piràmide de població per edats i sexe el 2009 era:
| Homes | Edats   | Dones |
| ----- | ------- | ----- |
| 0     | 95 o +  | 0     |
| 0     | 90 a 94 | 4     |
| 0     | 85 a 89 | 4     |
| 8     | 80 a 84 | 0     |
| 4     | 75 a 79 | 12    |
| 12    | 70 a 74 | 8     |
| 8     | 65 a 69 | 20    |
| 4     | 60 a 64 | 8     |
| 8     | 55 a 59 | 4     |
| 12    | 50 a 54 | 16    |
| 20    | 45 a 49 | 8     |
| 32    | 40 a 44 | 36    |
| 28    | 35 a 39 | 32    |
| 24    | 30 a 34 | 8     |
| 16    | 25 a 29 | 8     |
| 8     | 20 a 24 | 12    |
| 24    | 15 a 19 | 24    |
| 32    | 10 a 14 | 32    |
| 24    | 5 a 9   | 28    |
| 40    | 0 a 4   | 20    |

## Economia
El 2007 la població en edat de treballar era de 364 persones, 261 eren actives i 103 eren inactives. De les 261 persones actives 234 estaven ocupades (140 homes i 94 dones) i 27 estaven aturades (13 homes i 14 dones). De les 103 persones inactives 16 estaven jubilades, 42 estaven estudiant i 45 estaven classificades com a «altres inactius».

### Ingressos
El 2009 a Coulombs-en-Valois hi havia 221 unitats fiscals que integraven 611,5 persones, la mediana anual d'ingressos fiscals per persona era de 18.553 €.

### Activitats econòmiques
Dels 22 establiments que hi havia el 2007, 6 eren d'empreses de construcció, 3 d'empreses de comerç i reparació d'automòbils, 2 d'empreses d'hostatgeria i restauració, 7 d'empreses de serveis, 1 d'una entitat de l'administració pública i 3 d'empreses classificades com a «altres activitats de serveis».
Dels 7 establiments de servei als particulars que hi havia el 2009, 3 eren paletes, 1 guixaire pintor, 1 lampisteria, 1 empresa de construcció i 1 restaurant.
L'únic establiment comercial que hi havia el 2009 era una botiga de menys de 120 m².
L'any 2000 a Coulombs-en-Valois hi havia 12 explotacions agrícoles.

## Equipaments sanitaris i escolars
El 2009 hi havia una escola maternal integrada dins d'un grup escolar amb les comunes properes formant una escola dispersa.

## Poblacions més properes
El següent diagrama mostra les poblacions més properes.